# Arari (ort)
Arari är en ort i Brasilien.   Den ligger i kommunen Arari och delstaten Maranhão, i den nordöstra delen av landet, 1 400 kilometer norr om huvudstaden Brasília. Arari ligger 9 meter över havet och antalet invånare är 16 777.
Terrängen runt Arari är mycket platt. Arari är det största samhället i trakten.
Omgivningarna runt Arari är huvudsakligen savann. Runt Arari är det ganska glesbefolkat, med 29 invånare per kvadratkilometer.